# Ōyodo (Nara)
Ōyodo (jap. 大淀町 Ōyodo-chō) – miasto w Japonii, na wyspie Honsiu, w prefekturze Nara. Według danych na rok 2020 miejscowość zamieszkiwało 16 728 mieszkańców , a gęstość zaludnienia wyniosła 439,1 os./km².